# Кеметизм
Кемети́зм, также иногда называют нетеризмом (от nṯr (копт. ⲛⲟⲩⲧⲉ noute) «божество») — современная реконструированная политеистическая египетская религия. Название происходит от термина «Кемет», буквально переводящегося с древнеегипетского языка «Чёрная земля», который использовался обитателями берегов Нила в противоположность пустыне. Как и любое неоязыческое движение, Кемет изучается в сравнении с исконной религией египтян, являющейся его основой. 

## История
В 1988 году в Чикаго основана ортодоксальная кеметийская организация House of Netjer (Kemetic Orthodoxy), остающаяся крупнейшей по числу последователей. Её основательницей была Тамара Логан Сиуда, бывшая прежде викканской жрицей. Тамара резко изменила свои убеждения, утверждая, что причиной этому послужили видения, в которых египетские боги призвали её возродить древний религиозный культ чёрной земли и, в том числе, культ Сехмет.
Она оставила Викку и начала масштабный проект восстановления египетской религиозной традиции, собрала небольшую группу людей с которыми углубилась в исследования, в 1996 была избрана Нисутом (первосвященником), а в 2000 году стала магистром египтологии. Её религиозная организация была официально признана штатом Иллинойс (1993) и как и все религиозные организации Америки освобождена от уплаты налогов. В настоящее время организация значительно расширилась, в 2002 году был открыт храм-филиал в Мичигане и в 2003 году зарегистрированный офис в Чикаго, чтобы заменить арендованные помещения, используемые до сих пор. В своей деятельности организация активно использует Интернет, на официальном сайте постоянно появляются эссе о религии, предоставляются словари, ведутся дискуссии, а также размещается галерея изображений и т. д. Сайт организации предлагает курсы по духовности.

## Кеметизм в России
В России отдельные кеметические сообщества возникают во второй половине 2000-х годов. В этот период впервые в русскоязычном пространстве возникают попытки системного обращения к древнеегипетскому наследию в целях реконструкции религии. До этого момента внимание к древнеегипетской тематике за пределами научного изучения концентрировалось в сферах массовой культуры и эзотеризма. Из-за недостатка и фрагментарности информации полноценная реконструкция раннего этапа истории кеметизма в России крайне затруднена.
Значительно позднее деятельность кеметистов переносится в публичное пространство. Одним из первых сообществ с кеметической тематикой стал Кошачий культ. Эта группа была создана в 2017 году жрицей кошачьих богинь Людмилой Пругло. Со временем Кошачий культ превратился в самостоятельный религиозный феномен, выйдя за рамки кеметизма. Его характерной чертой является акцент на почитании кошачьих богинь и представления об особой духовной связи между кошками и некоторыми людьми.
Другим этапом в развитии русскоязычного кеметизма был сайт Кеметизм.ру, первые публикации которого относятся к 2019 году. Материалы этого сайта фокусировались на исторической тематике, переводах, была представлена научная литература для базового ознакомления с древнеегипетской религией.
Публичная организация кеметистов была создана в Санкт-Петербурге в начале 2020-х. Существует на базе приюта для бездомных кошек. Издается печатное издание "Время луны" и несколько сайтов.
На современном этапе русскоязычный кеметизм находится на стадии оформления своей идентичности. В данный момент самым крупным сообществом является проект "Sun Above My Head", созданный Цирой, жрицей Баст, Сехмет и Сетха. Сообщество имеет "Методичку начинающего кеметиста", написанную для новых последователей, календарь с праздниками, чат, объединяющий единомышленников и еженедельные литургии, посвященные разным божествам. В публикациях проекта "Sun Above My Head" освещаются темы современной реконструкции кеметизма, социальных и организационных аспектов его развития, жречества, изучения источников и научной литературы, личного религиозного опыта. Материалы проекта посвящены отдельным богами, а также практической стороне их почитания, включая создания алтаря, подношения, молитвы, гимны, ритуалы.